# الستیر کروک
الیستر وارن کروک، زاده سی‌ام ژوئن ۱۹۴۹، یک دیپلمات پیشین بریتانیایی و بنیانگذار و مدیر فروم تقابل (Conflicts)، سازمانی مبلغ گفتگوی اسلام سیاسی و غرب می‌باشد. افزون بر این، وی یک مقام عالی‌رتبه در سرویس ام‌آی‌۶ و نیز اتحادیه اروپا بوده است.

## سابقه شغلی
کروک، نزدیک به ۳۰ سال در ام‌آی‌۶ تحت پوشش دیپلماتیک در ایرلند شمالی، آفریقای جنوبی، کلمبیا، پاکستان و خاورمیانه فعالیت می‌کرده‌است. 
در سال ۱۹۹۷، او مشاور امنیتی نماینده ویژه اتحادیه اروپا در خاور میانه شد و در خارج از سفارت بریتانیا در تل‌آویو در تلاشهای بریتانیا برای کشاندن حماس، جهاد اسلامی و سایر گروههای فلسطینی به میز مذاکره نقش داشت. از دیگر سوابق وی می‌توان به نقش او در پایان‌دادن محاصره ارتش اسرائیل بر محل اقامت یاسر عرفات در رام‌الله، و نیز محاصره کلیسای مهد در بیت‌اللهم اشاره نمود. او به مذاکره چندین آتش‌بس محلی بین اسرائیل و فلسطین در اوایل سالهای ۲۰۰۰ کمک نمود. کروک ارتباطات خوبی با ارتش و نیروهای اطلاعاتی اسرائیل داشت.
در مراسم 2004 New Year Honours، او به خاطر خدماتش برای صلح در خاور میانه به مقام Order of St Michael and St George (با نام اختصاری CMG) نائل آمد.